# بسنتاواي
قرية بسنتاواي هي إحدى القرى التابعة لمركز أبو حمص في محافظة البحيرة في جمهورية مصر العربية. حسب إحصاءات سنة 2006، بلغ إجمالي السكان في بسنتاواي 37421 نسمة، منهم 18817 رجل و18604 امرأة.

## التاريخ
قرية بسنتاواي من القرى القديمة، حيث وردت باسم «بسنتوه» في أعمال البحيرة ضمن قرى الروك الصلاحي التي أحصاها ابن مماتي في كتاب قوانين الدواوين، كما وردت باسم «باجية بسنتوه» في أعمال البحيرة ضمن قرى الروك الناصري التي أحصاها ابن الجيعان في كتاب «التحفة السنية بأسماء البلاد المصرية». وفي العصر العثماني وردت باسم «بسنتويه» في التربيع العثماني الذي أجراه الوالي العثماني سليمان باشا الخادم في عصر السلطان العثماني سليمان القانوني ضمن قرى ولاية البحيرة، وفي تاريخ 1228هـ/1813م الذي عدّ قرى مصر بعد المسح الذي قام به محمد علي باشا باسم «بسنتاواي» ضمن قرى مديرية البحيرة.